# Nova Esquerra (País Valencià)
|  | «Nova Esquerra» redirigeix aquí. Si cerqueu el partit polític grec, vegeu «Nova Esquerra (Grècia)». |

Nova Esquerra (abreujat NE) va ser un corrent d'Esquerra Unida del País Valencià (al seu torn, part d'Izquierda Unida) que va existir durant els anys 90. Els seus principals líders eren Diego López Garrido, Cristina Almeida, Ricardo Peralta Ortega i Albert Taberner. Ideològicament, optava per posicions moderades i l'acostament al Partit Socialista Obrer Espanyol (PSOE), tot i que pretenia convergir el valencianisme polític i l'esquerra. El corrent va escindir-se d'Izquierda Unida el 1997 i va passar a conformar el Partit Democràtic de la Nova Esquerra (PDNI). El 1998, comptava amb uns 1.500 afiliats i tenia 1 representant al Parlament Europeu, 2 al Congrés dels Diputats, 3 a les Corts Valencianes, 2 en diputacions provincials valencianes i vora 100 en ajuntaments del País Valencià. En formaven part figures com ara María Sornosa, Manuel Alcaraz, Pedro Zamora i Francesc Colomer. Tot i la compatibilitat ideològica, no tenien bona relació amb el Bloc Nacionalista Valencià, tant perquè no creien que fos prou contundent contra la dreta valenciana com per reflex de l'enemistat a Galícia entre el Bloc Nacionalista Gallec i l'Esquerda Galega, organització germana de Nova Esquerra. Amb tot, al capdavall el corrent acabaria integrant-se en el Partit Socialista del País Valencià.